# Caspar van Wittel

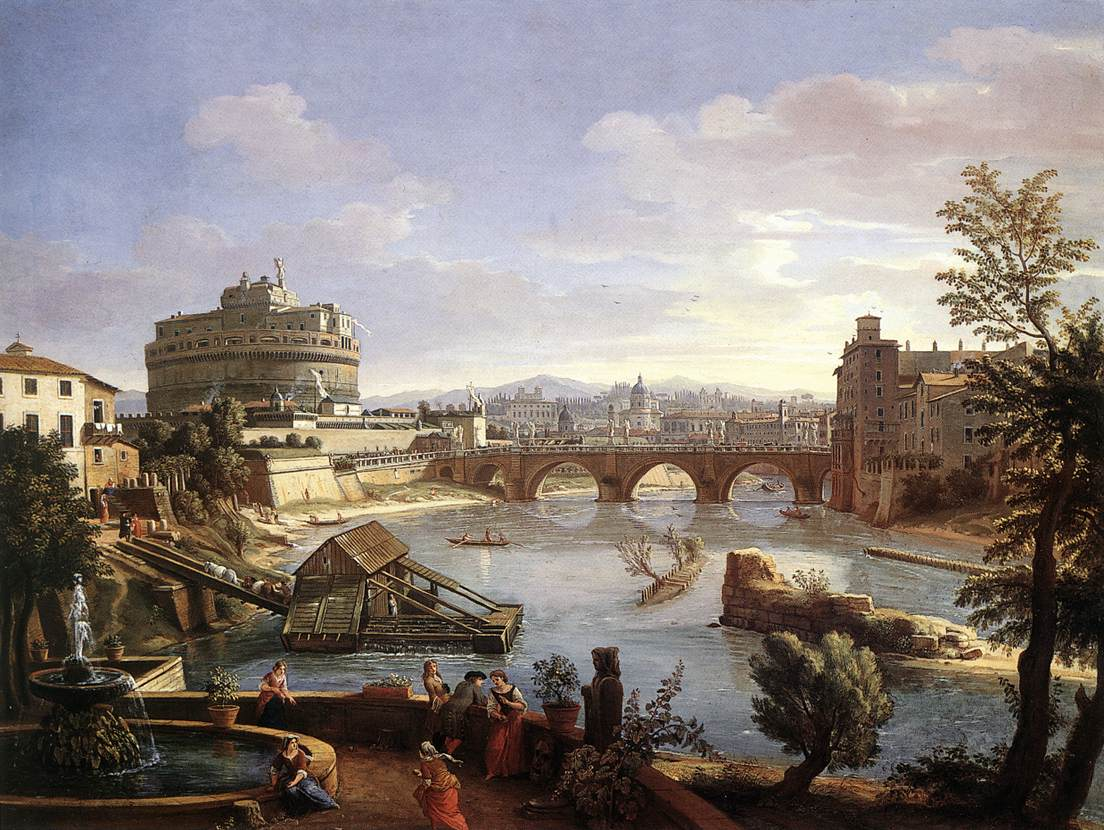
De Engelenburcht te Rome vanuit het zuiden gezien" door Casper van Wittel, ca. 1690

Caspar Adriaensz. van Wittel (geboren als Jasper van Wittel, ook bekend als Gaspare Vanvitelli, Gasparo degli Occhiali) (Amersfoort, 1653 – Rome, 13 september 1736) was een Nederlands landschapsschilder.

## Leven en werk
Van Wittel was in Amersfoort 4 à 5 jaar in de leer bij Thomas Jansz van Veenendaal en 7 jaar bij Matthias Withoos. Toen Withoos Amersfoort in 1672 verruilde voor Hoorn, ging Van Wittel met hem mee. Van Wittel werd vermoedelijk beïnvloed door Nederlandse landschapskunstenaars zoals Jan van der Heyden en Gerrit Berckheyde. Zijn eerste werken maakte hij in 1672 in Hoorn. In ca. 1675 vestigde hij zich in Rome waar hij zijn echte carrière als kunstschilder begon. Net als zijn vroegere leermeester Matthias Withoos werd hij lid van de Bentvueghels, onder de bijnaam (de zogenaamde "bentnaam") "Piktoors" of "Toorts van Amersfoort". Jacob van Staverden, met wie hij naar Rome was getrokken, woonde de eerste jaren bij hem.
Hij huwde te Rome in 1697, en bleef het grootste deel van zijn leven actief in die stad. Tussen 1694 en 1710 reisde hij door Italië en schilderde in steden zoals Florence, Bologna, Ferrara, Venetië, Milaan, Piacenza en Napels. Hij is een van de belangrijkste grondleggers van de zogeheten "vedute", stadsgezichten. Zijn in Napels geboren zoon Lodewijk werd de belangrijkste 18e-eeuwse architect van Italië onder de naam Luigi Vanvitelli.
In Luigi’s biografie staat vermeld dat zijn vader in juli 1656 geboren was, maar op Van Wittels graf in de Chiesa Nuova in Rome staat dat deze in 1736 op 83-jarige leeftijd stierf.

## Trivia
Casper van Wittel komt onder de naam Jasper van Wittel, als leerling van Matthias Withoos, voor in de historische roman Ander licht (2009) van Rosita Steenbeek.
- Biblioteca Nacional de España: XX1482994
- Bibliothèque nationale de France: cb13333208r (data)
- Biografisch Portaal: 84605793
- Gemeinsame Normdatei: 118634208
- International Standard Name Identifier: 0000 0001 0785 375X
- KulturNav: 0e8a64d5-f24d-4c34-8ca2-c653d7bcc90a
- Library of Congress Control Number: n78004272
- MusicBrainz: cfba5b57-166a-4c15-85d7-75631f0945b8
- Nationale Bibliotheek van Tsjechië: jcu2016907057
- Nationale Bibliotheek van Israël: 987007524897105171
- Nederlandse Thesaurus van Auteursnamen: 068774265
- RKD-Nederlands Instituut voor Kunstgeschiedenis: 85198
- Istituto Centrale per il Catalogo Unico: CFIV118238
- Système universitaire de documentation: 035738413
- Union List of Artist Names: 500022069
- Virtual International Authority File: 251021853
- WorldCat: E39PBJkHmjXhBY48pQpJYFy8G3